# Ojciec chrzestny Harlemu
Ojciec chrzestny Harlemu (oryg. Godfather of Harlem) – amerykański serial telewizyjny (dramat kryminalny) wyprodukowany przez ABC Signature Studios oraz Significant Productions, którego twórcami są Chris Brancato i Paul Eckstein. Serial jest emitowany od 29 września 2019 roku przez Epix.
Fabuła serialu opowiada o  Bumpy Johnsonie, szefie mafii z Harlemu, który po 10 latach wychodzi z więzienia. Odkrywa, że jego dawne ulice są kontrolowane przez włoską mafię – rodzinę Genovese. Bumpy zamierza odzyskać swoje dawne terytorium, więc wypowiada wojnę włoskiej mafii.

## Obsada

### Główne
- Forest Whitaker jako  Bumpy Johnson[2]
- Ilfenesh Hadera jako  Mayme Johnson[3]
- Antoinette Crowe-Legacy jako  Elise Johnson[4]
- Nigél Thatch jako Malcolm X[5]
- Kelvin Harrison Jr. jako  Teddy Greene[6]
- Rafi Gavron jako  Ernie Nunzi[7]
- Lucy Fry jako  Stella Gigante[6]
- Vincent D’Onofrio jako  Vincent „The Chin” Gigante
- Giancarlo Esposito jako  Adam Clayton Powell Jr.[8]

### Role drugoplanowe
- Paul Sorvino jako  Frank Costello[9]
- Chazz Palminteri jako  Joe Bonanno
- Steve Vinovich jako  senator John McClellan
- Tramell Tilman jako  Bobby Robinson
- Deric Augustine jako  Muhammad Ali
- Clifton Davis jako  Elijah Muhammad
- Luis Guzman jako  Alejandro „El Guapo” Villabuena
- Sean Allan Krill jako  Lester Wolff
- Kathrine Narducci jako  Olympia Gigante[10]
- Erik LaRay Harvey jako  Del Chance
- Elvis Nolasco jako  Nat Pettigrew
- Demi Singleton jako  Margaret Johnson
- Roslyn Ruff jako  Delia Greene
- Markuann Smith jako  Junie Byrd

## Odcinki
| Sezon | Odcinki | Oryginalna emisja w Epix | Oryginalna emisja w Epix | Oryginalna emisja w | Oryginalna emisja w | Oryginalna emisja w |
| Sezon | Odcinki | Premiera sezonu          | Finał sezonu             | Premiera sezonu     | Finał sezonu        |                     |
| ----- | ------- | ------------------------ | ------------------------ | ------------------- | ------------------- | ------------------- |
| 1     | 10      | 29 września 2019         | 1 grudnia 2019           |                     |                     |                     |

### Sezon 1 (2019)
| #  | Tytuł                       | Reżyseria        | Scenariusz                    | Premiera w Epix      | Premiera w |
| -- | --------------------------- | ---------------- | ----------------------------- | -------------------- | ---------- |
| 1  | By Whatever Means Necessary | John Ridley      | Chris Brancato, Paul Eckstein | 29 września 2019     |            |
| 2  | The Nitty Gritty            | Joe Chappelle    | Chris Brancato                | 6 października 2019  |            |
| 3  | Our Day Will Come           | Joe Chappelle    | Paul Eckstein                 | 13 października 2019 |            |
| 4  | I Am the Greatest           |                  |                               | 20 października 2019 |            |
| 5  | It's All in the Game        | Laurence Andries | Guillermo Navarro             | 27 października 2019 |            |
| 6  | Il Canto de Malavita        |                  |                               | 3 listopada 2019     |            |
| 7  | Masters of War              |                  |                               | 10 listopada 2019    |            |
| 8  | How I Got Over              |                  |                               | 17 listopada 2019    |            |
| 9  | Rent Strike Blues           |                  |                               | 24 listopada 2019    |            |
| 10 | Chickens Come Home to Roost |                  |                               | 1 grudnia 2019       |            |

## Produkcja
25 kwietnia 2018 roku platforma Epix zamówiła pierwszy sezon dramatu, w którym jedną z głównych ról otrzymał Forest Whitaker. We wrześniu 2018 roku poinformowano, że Antoinette Crowe-Legacy, Ilfenesh Hadera, Nigél Thatch, Lucy Fry, Kelvin Harrison Jr. oraz Paul Sorvino dołączyli do obsady.
W kolejnym miesiącu ogłoszono, że Giancarlo Esposito i Rafi Gavron zagrają w serialu.
Na początku stycznia 2019 roku poinformowano, że Kathrine Narducci otrzymała rolę powracającą jako  Olympia Gigante.